# Paranesidea albatrossa
Paranesidea albatrossa är en kräftdjursart som beskrevs av Rosalie F. Maddocks 1969. Paranesidea albatrossa ingår i släktet Paranesidea och familjen Bairdiidae. Inga underarter finns listade i Catalogue of Life.